# Alfred Biolek
Alfred Franz Maria Biolek (Freistadt, 10 de julho de 1934 - Colônia, 23 de julho de 2021) foi um apresentador e produtor de televisão alemão. Biolek era doutor em direito e professor honorário na Academia de Artes da Mídia de Colônia. Ele recebeu muitos prêmios por seu trabalho na televisão, incluindo séries populares de longa duração e trabalho pioneiro em talk shows e programas de culinária na década de 1970. Ele também recebeu prêmios por seus esforços para promover a cultura da comida e do vinho. Ele apoiou e fundou instituições de caridade para a África.

## Primeiros anos e educação
Biolek nasceu em Freistadt (Fryštát) na Checoslováquia (atual Chéquia), em uma família alemã dos Sudetos. Seu pai era advogado. Após a expulsão da Checoslováquia em 1946, a família Biolek mudou-se para Waiblingen, perto de Estugarda, onde o pai de Biolek voltou a exercer a advocacia. Biolek foi criado como católico e serviu como coroinha. Mais tarde, ele se juntou temporariamente ao partido conservador alemão União Democrata-Cristã.
Ele frequentou o Ginásio em Waiblingen e se formou em 1954. Ele então estudou direito em Friburgo na Brisgóvia, Munique e Viena. Em 1958, ele fez o primeiro exame estadual de direito (terceiro melhor exame em Baden-Württemberg) e se formou com honras. Em 1962, obteve o doutoramento, seguido de um segundo exame de estado em direito em 1963. Em 1969, Biolek mudou-se para Munique e trabalhou para um escritório de advocacia maior. Morando na cidade, Biolek passou por uma mudança radical e se distanciou de sua mentalidade conservadora anterior. Ele participou da comunidade boêmia de Munique e pertenceu ao círculo social do cineasta Rainer Werner Fassbinder.

## Carreira
A partir de 1963, Biolek trabalhou como assessor no departamento jurídico do novo canal público de TV alemão ZDF, onde logo mudou para tarefas editoriais. Ele se tornou o âncora do programa de TV Drehscheibe. De 1970 a 1973, foi chefe do principal departamento de entretenimento da produtora de cinema e televisão Bavaria, em Munique. Em 1974, ele desenvolveu para a emissora WDR em Colônia, junto com Rudi Carrell, a série de shows Am laufenden Band. O show de sucesso de sábado à noite foi sua descoberta.
A partir de 1975, foi apresentador de um novo talk show, com o jornalista Dieter Thoma, intiulado Kölner Treff (Reunião em Colônia). Em fevereiro de 1978, ele começou seu primeiro programa produzido e moderado, intitulado Bio's Bahnhof (Estação Bio), onde, por exemplo, Kate Bush fez sua estreia na televisão. Na década de 1980, surgiram programas de menor sucesso comercial: Bei Bio, Show Bühne e o game show Mensch Meier. Boulevard Bio funcionou de 1991 por 12 anos, e alfredissimo! foi transmitido pela última vez em 2007.

## Produtor de televisão
Ao visitar o Reino Unido no início da década de 1970, Biolek notou o grupo de comédia britânico Monty Python e, animado com seus esquetes inovadores e absurdos, os convidou para a Alemanha em 1971 e 1972 para escrever e atuar em dois episódios alemães especiais de seu programa Monty Python's Flying Circus. O resultado, Fliegender Zirkus de Monty Python, foi produzido pela Biolek em coprodução com Westdeutscher Rundfunk.
Com sua própria empresa Pro GmbH, Entre 1991 e 2003, Biolek produziu seu programa semanal Boulevard Bio. Biolek desenvolveu a arte da conversa sensível e atraiu muita atenção. De 1994  a 2006, ele também cozinhou com celebridades em seu programa alfredissimo!.

## Outras atividades
Além de sua carreira na mídia, Biolek deu aulas como professor honorário na Academia de Artes da Mídia de Colônia a partir de 1990.
Ele apoiou o trabalho intercultural do American Field Service Deutschland, com o qual passou um ano no exterior, nos EUA, como um dos primeiros estudantes alemães de intercâmbio na década de 1950.
Ele estava ativamente envolvido na luta contra a AIDS e a gravidez indesejada na África. Em 2000, foi nomeado o primeiro Embaixador da Boa Vontade alemão do UNFPA. Em outubro de 2005, a Biolek fundou o fundo de caridade Alfred Biolek Stiftung – Hilfe für Afrika, para dar aos jovens africanos a oportunidade de um melhor começo de vida. Ele estava no conselho consultivo da Fundação Alemã para a População Mundial.
Como patrono das artes, Biolek estava comprometido em apoiar o cabaré. Ele foi um dos patronos do teatro vaudeville "Bar jeder Vernunft" em Wilmersdorf.
Desde outubro de 2006, Biolek estava em turnê com seu programa Mein Theater mit dem Fernsehen (Meu teatro/luta com a TV), no qual ilustrou partes de sua carreira na TV.

## Vida pessoal

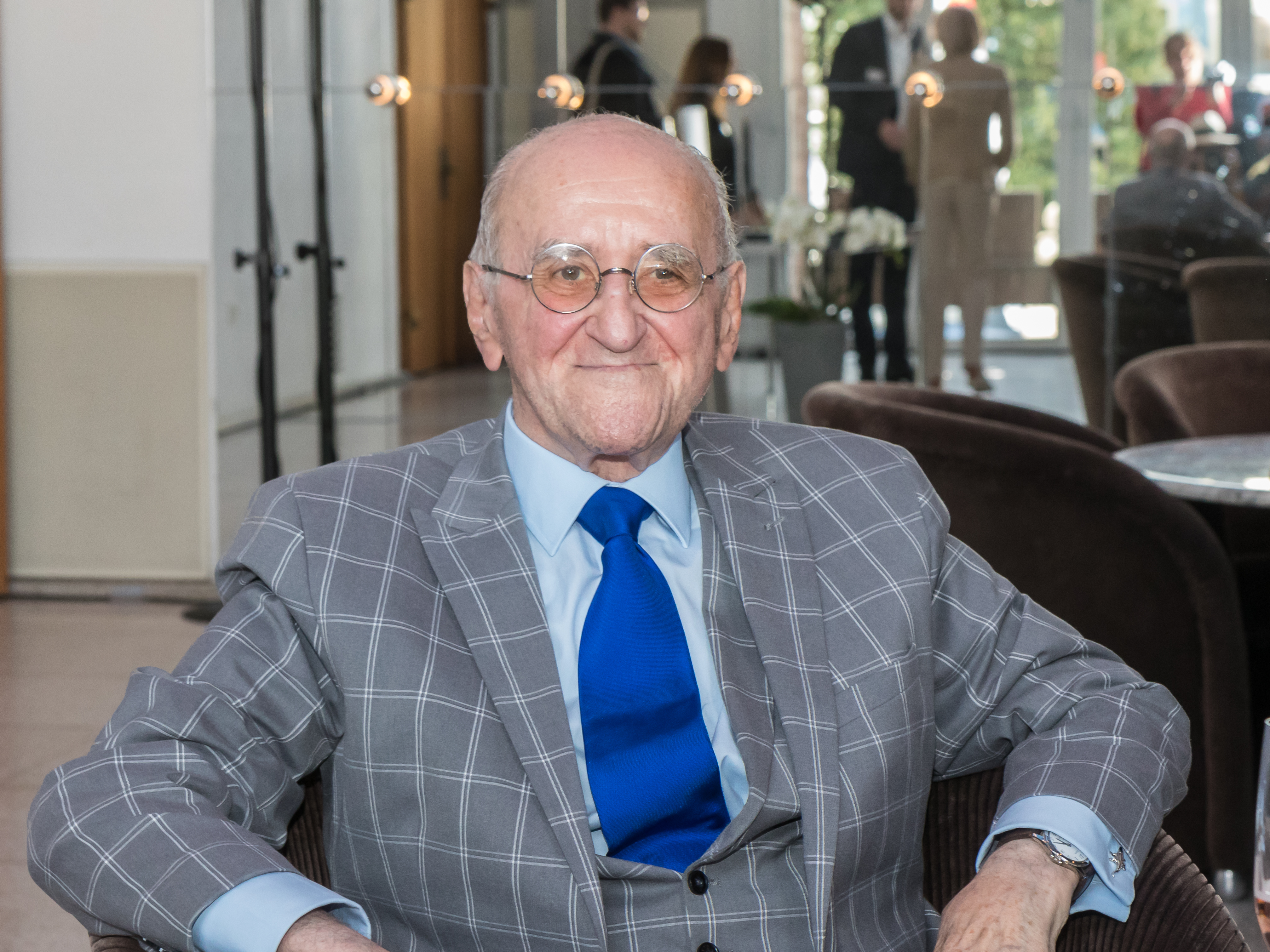
Biolek em uma recepção por seu 85.º aniversário

Em 10 de dezembro de 1991, a diretora e ativista Rosa von Praunheim revelou que Biolek, entre outras celebridades, era gay durante um programa de TV. Biolek viveu com sua parceira em Colônia e Berlim. Em 2010, Biolek sofreu lesões cerebrais ao cair de uma escada. Scott Ritchie cuidou dele e o adotou.
Biolek morreu em 23 de julho de 2021 na cidade de Colônia, aos 87 anos de idade.

## Filmografia
- 1971/1972 –  Fliegender Zirkus de Monty Python (produtor)[13]
- 1974 – Am laufenden Band (produtor do talk show de Rudi Carrell)[10]
- 1978 – Bio's Bahnhof (primeiro talk show próprio)[10]
- 1991 – Boulevard Bio (programa de entrevistas)[3]
- 1994 – alfredissimo! (programa de culinária com celebridades)[10]

## Prêmios
Fonte:
- 1983 – Adolf-Grimme-Preis em Ouro[25]
- 1993 – Goldene Kamera para Boulevard Bio[26][25]
- 1994 – Prêmio Bambi[12]
- 2000 – Prêmio Bobby de mídia da Bundesvereinigung Lebenshilfe para pessoas com deficiência mental
- 2002 – Prêmio German Book (categoria não ficção)
- 2002 – Deutscher Weinkulturpreis[27]
- 2003 – Ordem de Karl Valentin[28]
- 2003 – Grande Bundesverdienstkreuz[25]
- 2004 – Prêmio VDP de Ouro "pelos seus méritos em prol do vinho alemão"[29]
- 2008 – Goldene Kamera pelo trabalho de sua vida
- 2009 – Deutscher Fernsehpreis, Prêmio Honorário dos doadores[30]